# Дельо Петров
Дельо Петров, наречен Тушински или Тушимски, е български революционер, деец на Вътрешната македоно-одринска революционна организация.

## Биография
Петров е роден около 1877 година в мъгленското село Тушин, тогава в Османската империя, днес Аетохори, Гърция. Завършва ІІІ отделение. Присъединява се към ВМОРО. При избухването на Балканската война в 1912 година е доброволец в Македоно-одринското опълчение и служи в четата на Григор Джинджифилов. След реорганизацията на партизанските чети на Опълчението в началото на 1913 г. е зачислен в 14 воденска дружина, а по-късно през Междусъюзническата война е в Сборната партизанска рота на МОО.
След Балканските войни, в 1915 година Дельо Петров става войвода на възстановената ВМОРО в Гевгелийско.